# دیوید سین
دیوید سین (به انگلیسی: David Singh) یک شخصیت داستانی است که در سری داستان‌های دی‌سی کامیکس ظاهر می‌شود.
او سرپرست اداره جرم‌شناسی پلیس سنترال سیتی است که بری آلن در آزمایشگاهش تخت فرمان کاپتان فرای برای او کار می‌کند.
در مجموعه تلویزیونی فلش، پاتریک سابونگوی نقش دیوید سین را اجرا می‌کرد.